# 開出英之
開出 英之（かいで ひでゆき、1962年〈昭和37年〉8月26日 - ）は、日本の自治・総務官僚。

## 来歴
埼玉県出身。1986年（昭和61年）、東京大学法学部を卒業し、同年4月、自治省へ入省。
入省後、仙台市企画局長、消防庁消防・救急課救急企画室長、国土交通省土地・水資源局土地政策課長、国土交通省土地・建設産業局企画課長、自治財政局財務調査課長、自治税務局都道府県税課長、同企画課長などを歴任。
2019年（令和元年）7月5日、自治税務局長に就任。
2020年（令和2年）7月20日、復興庁統括官に就任。
2021年（令和3年）7月1日、復興庁事務次官に就任。
2022年（令和4年）6月28日、福島復興再生総局事務局長に就任。

## 年譜
- 1985年（昭和60年）
  - 国家一種（法律）合格[1]
- 1986年（昭和61年）
  - 東京大学法学部卒業[2]
  - 4月 - 自治省入省[7]
- 1996年（平成8年）4月 - 自治省税務局資産評価室課長補佐[1]
- 2001年（平成13年）
  - 1月 - 中小企業庁長官官房政策調整課企画官（中心市街地担当）[1]
  - 11月 - 仙台市企画局長[7]
- 2007年（平成19年）9月 - 消防庁消防・救急課救急企画室長[7]
- 2010年（平成22年）8月 - 国土交通省土地・水資源局土地政策課長[7]
- 2011年（平成23年）7月 - 国土交通省土地・建設産業局企画課長[7]
- 2012年（平成24年）9月 - 総務省自治財政局財務調査課長[7]
- 2013年（平成25年）4月 - 総務省自治税務局都道府県税課長[7]
- 2014年（平成26年）7月 - 総務省自治税務局企画課長[7]
- 2019年（令和元年）7月 - 総務省自治税務局長[6]
- 2020年（令和2年）7月 - 復興庁統括官[5]
- 2021年（令和3年）7月 - 復興庁事務次官[4]
- 2022年（令和4年）6月 - 福島復興再生総局事務局長[3]